# Музей быта и ремёсел посёлка Висим
Музей быта и ремёсел посёлка Висим — краеведческий музей, расположенный в посёлке Висим Пригородного района Свердловской области. Один из трёх музеев посёлка.

## История создания
Музей открылся в 2004 году по инициативе председателя поселкового совета Черемных Михаила Николаевича. Благодаря усилиям инициативной группы была собрана первая экспозиция к 9 мая 2005 года, посвящённая подвигам висимчан в годы Великой Отечественной войны. 
С 2006 года в музее появились разделы «Природа края», «Ремёсла и промыслы», «История посёлка». 
1 января 2009 года музей получил официальный статус и стал являться структурным подразделением МБУ Горноуральского городского округа «Музейный комплекс». 
Музей является достопримечательностью посёлка и входит в различные путеводители района.

## Кержацкий дом
Музей расположен в двухэтажном старинном кержацком доме 1870 года постройки, принадлежавшем семье Евстигнея Петровича Черемных, у второго заводского пруда, по улице Первая Тагильская, дом 1 (ныне улица Октябрьская, дом 1). Особенность дома — верхний и нижний амбары под шатровой крышей, которые располагались на первом и втором этажах. С первого этажа был взвоз, по которому грузы завозились на лошадях. Дом с выходом фасада на юго–восточную сторону. Многочисленные арочные окна нижней избы закрывались на ставни, окна верхней избы украшены резными наличниками. В доме был парадный вход и вход через крытый двор, который включал в себя хозяйственные постройки (хлев, конюшню, сеновал, сараи, баню и домик с печью для приготовления кормов скоту). Во двор вели трёхчастые ворота.

## Экспозиции музея
В музее представлены: инструменты, домашняя утварь горнозаводского населения XIX–XX веков, предметы украшения жилища, ведения хозяйства, изделия кузнечного, столярного, жестяного и других ремёсел, а также предметы производства Висимо–Шайтанского железоделательного завода, инструменты старателей.
Быт и ремёсла жителей трёх висимских концов: Хохляцкого, Туляцкого и Кержацкого, их традиции и жизненный уклад.
Экспозиция Висимского биосферного заповедника.

## Программы и мастер-классы музея
Сотрудниками музея проводятся фольклорные программы на улице и в музее: «Зимние народные праздники», «Весенние народные праздники», «Летние народные праздники», «Осенние народные праздники», «Масленица», «Рождество», «Пасхальные хороводы», «Печь – матушка, хлеб – батюшка», «Дом вести ― не рукавом трясти», «Посиделки», «Заговельнички», «День рождения в музее», «Обряд русской свадьбы», «Ночь в Музее», «Ночь искусств», «День Победы» и другие.
Проводятся и мастер-классы: «Правила поведения за столом в семье старообрядца», «Стирка вальком», «Глажение белья катком и рубелем», «Правила сватовства», «Весенняя народная кукла».